# Sofonisba (Alfieri)

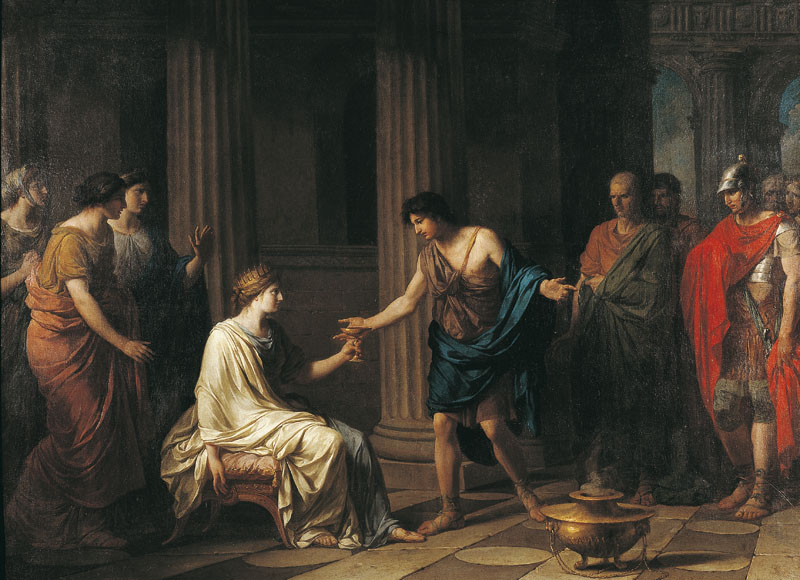
La mort de Sophonisbe de Jean Charles Nicaise Perrin (1783)

Sofonisba és una tragèdia original de Vittorio Alfieri, escrita l'any 1789.

## Personatges
- Sofonisba
- Siface
- Massinissa
- Scipione
- Soldats romans
- Soldati númides

L'escena té lloc al camp de Scipione, a l'Àfrica.